# Slip and fall
Slip and fall bedeutet im amerikanischen Rechtssystem eine deliktische Haftung bei Verletzung einer Verkehrssicherungspflicht und basiert darauf, dass eine Person auf verunreinigtem Untergrund ausrutscht und sich verletzt, etwa am Arbeitsplatz, in einem Ladengeschäft, auf einem Privatgrundstück oder einer öffentlichen Straße. Im amerikanischen Rechtssystem wird der Tatbestand zum Tort law gezählt.
Trip and fall bezeichnet dagegen eine Fallgruppe von Unfällen, bei denen eine Person auf unebenem Boden stolpert. Beide Unfallarten verursachen aufgrund der unterschiedlichen Verletzungsmechanik jeweils typische Körperschäden.
Anknüpfungspunkt für die Haftung ist die Kenntnis bzw. fahrlässige Unkenntnis einer Gefahrenquelle. Bei der Beurteilung im Einzelfall kommt es auch auf die Zumutbarkeit möglicher Sicherungsmaßnahmen an, die der Schädiger hätte treffen können oder müssen. Auf Seiten des Geschädigten spielt ein eventuelles Mitverschulden eine Rolle, etwa wenn er nicht hinreichend aufmerksam war, beispielsweise durch ein Handy-Gespräch abgelenkt und deshalb eine offensichtliche Gefahr wie eine schadhafte Gehsteigkante übersehen hat.
Die Höhe des Schadensersatzes hängt vom Einzelfall ab. Zu berücksichtigen sind adäquat kausal verursachte materielle Schäden wie gegenwärtig und zukünftig anfallende Arztrechnungen, Verdienstausfall oder eine Kompensation wegen einer Minderung der Erwerbsfähigkeit, aber auch Schmerzensgeld.
Das US-amerikanische Recht kann darüber hinaus auch sog. Punitive damages zuerkennen, die den zu leistenden Schadensersatz in deutlich über die nach kontinentaleuropäischem Niveau übliche Höhen treiben.
Als Anspruchsgegner kommen beispielsweise Arbeitgeber, Ladeninhaber oder private Grundeigentümer, die zu einer Party eingeladen haben, in Frage, aber auch öffentliche Körperschaften wie Gemeinden, wenn eine Person auf öffentlichem Grund zu Schaden gekommen ist.